# Dicyclophora persica
Dicyclophora persica Boiss. – gatunek rośliny z rodziny selerowatych (Apiaceae). Jest jedynym przedstawicielem monotypowego rodzaju Dicyclophora Boiss. Gatunek występuje endemicznie w południowym Iranie, na obszarze południowego Farsu, Buszehru, południowo-wschodniego Chuzestanu, Hormozganu i południowo-zachodniego Beludżystanu.

## Morfologia
Jednoroczna roślina zielna o omszonych pędach. Liście podwójnie lub potrójnie pierzastosieczne, jajowato-lancetowate w obrysie. Pokrywy i pokrywki duże, wąsko trójkątne, o białych brzegach. Kwiaty zebrane w baldach złożony. Zewnętrzne szypuły dłuższe od wewnętrznych. Środkowe baldaszki płone, fioletowo-czarne i maczugowate. Zewnętrzne baldaszki z położonym środkowo siedzącym kwiatem obupłciowym, otoczonym przez kilka kwiatów męskich. Kielich nieobecny. Płatki korony białe, zewnętrzne promieniste. Szyjki słupka długie i smukłe, podnoszące się, z zakrzywionymi wierzchołkami, u nasady zgrubiałe, podługowato-stożkowate (stylopodium). Owocami są gęsto omszone, nieco spłaszczone bocznie, gruszkowate rozłupnie, otoczone przez stwardniałe szypułki kwiatów męskich. Rozłupki okrągławe, z niepozornymi żeberkami. Karpofor obecny.  

## Biologia i ekologia
SiedliskoPiaszczyste pustynie i zbocza górskie, na wysokości od 120 do 2000 m n.p.m.
Cechy fitochemiczneCzęści naziemne roślin z tego gatunku zawierają olejek eteryczny, składający się z 54 zidentyfikowanych związków chemicznych, w tym 31,5% α-pinenu, 28,7% β-ocymenu i 6,7% p-pymenu. Olejek silnie hamuje wzrost bakterii laseczki siennej, gronkowca złocistego i Staphylococcus epidermidis, a także wykazuje umiarkowane działanie bakteriobójcze wobec paciorkowca kałowego, pałeczki okrężnicy i pałeczki zapalenia płuc. Nie jest skuteczny wobec pałeczki ropy błękitnej.

## Systematyka
Gatunek z monotypowego rodzaju Dicyclophora Boiss. z plemienia Echinophoreae w podrodzinie Apioideae w rodzinie selerowatych (Apiaceae).
Izotypy gatunku są przechowywane w zielnikach Ogrodu Botanicznego w Genewie, Muzeum Historii Naturalnej w Paryżu oraz Botanicznego Instytutu im. Komarowa w Petersburgu.